# 大中臣為定
大中臣 為定（おおなかとみ の ためさだ）は、平安時代末期から鎌倉時代初期にかけての貴族・神官。

## 経歴
第41代祭主・大中臣為仲の子。官位は正四位上・神祇権大副。
神祇権少副・造内外宮使などを経て、正四位上・神祇権大副で卒去。享年64だったという。
延喜年間に撰集された大中臣氏の系帳（大中臣本系帳）を書き継ぎ、元久2年（1205年）『大中臣氏系図』を撰進した。